# Rögling
Rögling este o comună aflată în districtul Donau-Ries, landul Bavaria, Germania.